# Het ei en de Smurfen
Het ei en de Smurfen is het vierde stripalbum uit de reeks De Smurfen van Peyo en Yvan Delporte. Het album bevat drie op zichzelf staande verhalen.
Het album werd voor het eerst uitgegeven in 1968 door Dupuis. Sinds 2010 wordt het met een licht gewijzigde cover en herziene belettering uitgegeven bij Standaard Uitgeverij.
Naast het titelverhaal bevat het album de twee verhalen De valse Smurf en De Honderdste Smurf. Alle drie de verhalen werden voor het eerst gemaakt als aparte mini-récits, een reeks kleine boekjes bij Spirou die de lezer zelf in elkaar moest knutselen. Deze verschenen destijds alleen in het Frans, onder de titels L'Œuf et les Schtroumpfs (1960), Le faux Schtroumpf (1961) en Le Centième Schtroumpf (1962). Ze werden later hertekend als grote verhalen en verschenen zo in het album. Dit is tevens het laatste album dat herwerkte versies van deze verhaaltjes bevat.

## De verhalen

### Het ei en de Smurfen
De Smurfen willen feest vieren en gaan daarvoor een taart bakken. Twee Smurfen vinden een ei midden in het bos. Terug in het dorp blijkt het ei onbreekbaar. Een van de Smurfen zegt dat hij in een worst mag veranderen als hij het ei niet kapot krijgt, en verandert daarop echt in een worst. De Smurfen beseffen dat ze met een toverei te maken hebben: wie een wens doet en op het ei slaat, krijgt meteen het gewenste.
Het dorp wordt al snel een heuse puinhoop, want de Smurfen wensen zich allerlei rare dingen en nemen met behulp van het ei de vreemdste gedaantes aan. Verschillende Smurfen wensen dat ze zelf Grote Smurf worden, terwijl de echte Grote Smurf door het ei verandert in een gewone Smurf. Hij is eerst wanhopig, maar dan vindt hij een heel eenvoudige oplossing; hij tikt op het ei en wenst dat het hele dorp weer wordt als vroeger. Bijna alle Smurfen zijn kwaad, behalve de Smurf die per ongeluk in een worst veranderde en nu eindelijk weer normaal is. Een andere Smurf die door de toverkracht van het ei naar de hel werd gestuurd, is nu weer terug in het dorp.
Kort daarna breekt uit het ei een kuikentje, dus de betovering is nu definitief voorbij. Een van de Smurfen besluit het kuiken op te voeden tot een kip dat nieuwe tovereieren legt. Tot zijn grote teleurstelling blijkt het kuiken echter geen kip, maar een haan te zijn.

### De valse Smurf
De wraakzuchtige tovenaar Gargamel verandert zichzelf in een Smurf, om zo in het Smurfendrop te infiltreren. De vermomming lukt bijna helemaal, maar de toverdrank gaf hem geen staartje. Gargamel maakt een houten staartje en loopt het bos in. Een echte Smurf brengt hem nietsvermoedend naar het dorp.  
Gargamel probeert de Smurfen te vernietigen, maar zijn pogingen mislukken steeds. Hij saboteert ten slotte een brug, maar is vervolgens zelf de enige die door de brug zakt en in de rivier valt. De lijm van het staartje komt los door het water. Het staartje wordt gevonden en Grote Smurf legt de link met de sabotage: er is een valse Smurf onder hen. 
De Smurfen knijpen in elkaars staart om de infiltrant te vinden, en hierbij valt Gargamel door de mand. Hij weet echter te ontsnappen en slaagt erin een nieuw brouwsel te maken om zichzelf weer te worden. Dit lukt niet helemaal, want zijn Smurfenlengte blijft behouden en hij kan dus verder niets meer uitrichten. De Smurfen jagen hem het dorp uit.

### De Honderdste Smurf
Het maanfeest breekt aan, maar voor de dans zijn 100 Smurfen nodig. In het dorp zijn er slechts 99, Grote Smurf heeft zodoende een probleem. Smurffatje helpt onbedoeld door zich te spiegelen tijdens een onweer. Als de spiegel wordt geraakt door de bliksem, komt het spiegelbeeld van het Smurffatje tot leven. De dans lijkt te kunnen doorgaan, ware het niet dat de Honderdste Smurf alles omgekeerd doet van wat het Smurffatje doet. Op een bepaald moment loopt het Smurffatje achteruit, wat de Honderdste Smurf niet kan door een muur. Zo krijgt hij ook een ketel op zijn hoofd.
De spiegeling is voorbij, maar de Honderdste Smurf spreekt nog altijd in spiegelschrift. Gefrustreerd omdat niemand hem verstaat, springt hij terug in de spiegel waar hij vandaan komt. De Honderdste Smurf breekt door de spiegel en wordt een normale Smurf, zodat het feest alsnog kan doorgaan.

## Tekenfilmversie
- In de tekenfilmversie van Het ei en de Smurfen komen ook Gargamel, Smurfin, Azraël en Bolle Gijs voor, die in het stripverhaal ontbreken. Verder is het toverei hier een uitvinding van Gargamel, bedoeld om de Smurfen te vangen. Het komt echter eerst in handen van Bolle Gijs en later in handen van de Smurfen, waarna het verdwijnt in het niets.
- In de tekenfilmversie van De valse Smurf verandert niet Gargamel, maar de heks Hogatha zich in een Smurf.
- In de tekenfilmversie van De Honderdste Smurf komt ook de Smurfin voor. Verder is de verhaallijn hier niet aangepast.